# Liste d'œuvres musicales ayant pour thème les Antiennes Ô de l'Avent

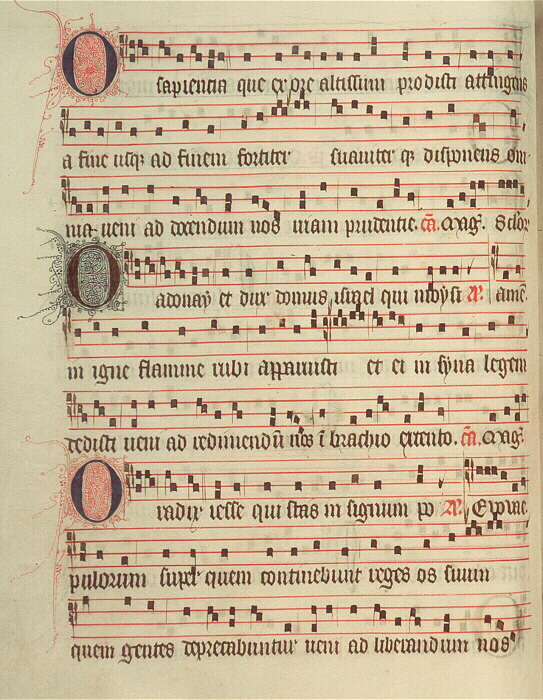
Folio 30v de l’Antiphonaire de Poissy (entre 1335 et 1345), version dominicaine et notation tardive du chant grégorien. Toutes sept grandes antiennes « Ô » se trouvent dans les folios 30v, 31r et 31v.

Elles restent avant tout une œuvre liturgique destinée aux vêpres de l'Avent.
Ces antiennes « Ô » se trouvent déjà dans le répertoire du chant vieux-romain, puis celui du chant grégorien, c'est-à-dire chant monodique au Moyen Âge.
Puis, à la Renaissance, la pratique de la musique polyphonique donna naissance à plusieurs chefs-d'œuvre, tel celui de Josquin des Pres. Pareillement, dans la liturgie, on les chantait parfois en faux-bourdon, par exemple à la cathédrale Notre-Dame de Paris, en faveur de la gravité de la célébration. Cette façon fut cependant perdue, en raison de sa difficulté musicale, notamment celle du mode. Les antiennes furent également composées en tant que motet, à savoir, accompagnées des instruments. Ainsi, Marc-Antoine Charpentier prit la tradition en cette manière. Au XVIe siècle, on les accompagnait traditionnellement dans toutes les paroisses du Royaume, à l'orgue, ainsi que le Magnificat, in musicalibus sive organis.
Mais jusqu'au XIXe siècle, c'étaient principalement des prêtres qui enrichissaient le répertoire de ces antiennes. Curieusement, les musiciens italiens, espagnols et allemands n'engageaient guère de composition de ces textes sacrés, en dépit d'un grand nombre de chefs-d'œuvre du Magnificat. Par exemple, Giovanni Gabrieli, compositeur et notamment spécialiste de l'antienne à l'époque de la Renaissance, n'écrivit qu'« O magnum mysterium » et « O Domine, Jesu Christe », mais aucune grande antienne " Ô ". Il semble que fût obligatoire l'usage du chant grégorien ou du plain-chant pendant l'Avent. Ce serait la raison pour laquelle la composition restait modeste, à l'exception de certains musiciens professionnels.
Au contraire, de nos jours, plusieurs compositeurs contemporains s'intéressent de ces matériaux desquels la composition se continue.
À la suite du concile Vatican II, il existe même la version folk. Avec la guitare acoustique, les moines bénédictins du prieuré de Weston chantent leurs 7 " O " Antiphons.

## Chant romain (VIesiècle?)
- 8 antiennes O en chant vieux-romain
Grâce au découvert du manuscrit Vatican B79 dans les Archivio di San Pietro en 1890, folio 14v, la pratique de ces antiennes au sein du Saint-Siège fut effectivement confirmée. À la basilique Saint-Pierre, celles-ci étaient chantées non seulement à l'Avent mais également quotidiennement lors des offices, jusqu'au début du XIIIe siècle. Cette version, chant officiel papal et celui de la schola cantorum, n'était autre que la version locale de Rome et alentour. D'ailleurs, ce chant romain fut adopté par la dynastie carolingienne au VIIIe siècle dans tout son royaume, à la suite de l'adoption du rite romain. Cependant, celui-ci fut rapidement remplacé par le chant grégorien, plus liturgique et plus artistique, d'abord à Metz, ensuite dans toute l'Europe, enfin à la ville éternelle y compris auprès du Vatican[5].

## Chant grégorien (VIIIe siècle - IXe siècle siècles)

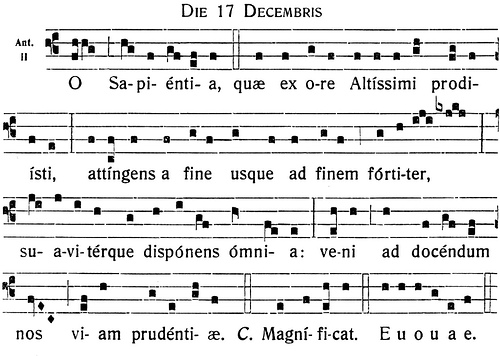
Notation à gros carrés de lO sapientia en grégorien.

## Chant grégorien (VIIIe-IXesiècles)
- 8 antiennes O parmi lesquelles :
  - O clavis David [écouter en ligne, avec notation]
  - O Sapientia [écouter en ligne, avec notation]

[7 notations (17 - 23 décembre) en ligne]

## Moyen Âge
- Anonyme : 7 Antiennes « Ô » de Chypre, Bibliothèque nationale et universitaire de Turin, Ms. J.II.9 (vers 1390)[6] [écouter en ligne]

## Renaissance
- Josquin des Prés (vers 1450 - † 1521) : « O virgo virginum » [écouter en ligne] ;
- Hotinet Barra (Jehan Barrat, 14.... - † 15....) : « O radix jesse », « O Rex gentium »[7]
- Carlo Gesualdo (1566 - † 1613) : motet « O Oriens » dans le Deuxième livre de Sacræ Cantiones (1603)
- Guillaume Bouzignac (vers 1587 - † après 1643) : 5 « Antiennes de l'Avent à 2 voix »[8]
- Robert Ramsey (vers 1590 - † 1644) : « The Great " O " Antiphons » [écouter en ligne, avec notation]

## Musique baroque

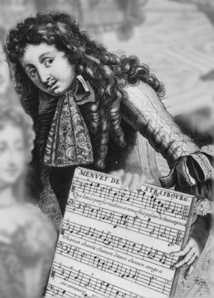
Charpentier composa sa série « Ô » à Paris. La Bibliothèque nationale conserve ses manuscrits autographes.

- Jean-Baptiste Geoffroy (1601 - † 1675) : « Antiennes " O " » dans la Musica sacra ad varias ecclesiæ preces a 4 vocibus (1661)[9]
- Marc-Antoine Charpentier (1643 - † 1704) : « Salut de la veille des Ô et les 7 Ô suivant le Romain (dites Antiennes " O " de l'Avent) » H. 36 - 43 (1693?), [manuscrits autographes en ligne] ; [écouter en ligne (1/2)] ; [écouter en ligne (2/2)] ;
- Louis-Nicolas Clérambault (1676 - † 1749) : 7 antiennes « Ô », C. 221 - 227
- Louis-Charles Grénon (1734 - † 1769) : 7 antiennes « Ô » (1766) en faveur des célébrations à la cathédrale de Saintes[10],[11]

## Musique classique
- William Hayes (1706 - † 1777) : « The " O " Antiphons », dans l'hymnaire New 113th (1774) [notations en ligne, avec de nouveaux textes de John Mason Neale († 1866), « The Great " O " Antiphons of Advent »]
- Pierre Desvignes (1764 - † 1827) : 9 antiennes « Ô » [manuscrits autographes en ligne]
- Ralph Vaughan Williams (1872 - † 1958) : « O comme, o comme, Emmanuel ! », The English Hymnal (1906), p. 12 [notation en ligne]

## Musique contemporaine
- Gerard Victory (1921 - † 1995) et Seóirse Bodley (1933 - ) : « The O Antiphons » (1978) Music for the antiphons to be used at Evening Prayer.[12],[13].
- Marcel Dupré (1886 - 1971) : Six Antiennes pour le Temps de Noël pour orgue - Op. 48 : Ecce Dominus veniet – Omnipotens sermo tuus – Tecum principium – Germinavit radix Jesse – Stella ista – Lumen ad revelationem (1952).
- Arvo Pärt (1935 - ) : « Sieben Magnificat-Antiphonen (Sept antiennes " O " de Magnificat) » (1988) [écouter en ligne]
- Vytautas Miškinis (1954 - ) : « Seven O Antiphons » (1995 - 2003)[14]
- Bob Chilcott (1955 - ) : 7 « Advent Antiphons » selon le rite de Sarum (2004) [exemple en ligne]
- Jean-Luc Étienne (1963 - ) : « Antiennes " Ô " pour les solistes, chœur ad libitum et orgue » (2009)[15]
- Paweł Łukaszewski (1968 - ) : « Antiphonæ (O Antiphones - cycle - 7 parts) » (1995 - 1999)[16]
- Nico Muhly (1981 - ), James McVinnie (en) : « Seven O Antiphon Preludes for Organ »(2010). Album Cycles (2013)[17].
- Christian B. Carey : « Performances of Magnificat Antiphons »[18]
- Alexander Schmitt : « Antiphonae O » (2012)[19].
- Mikael Carlssonn (1971 - ) : «  Antiphonae Intervallum » (2014) [notation en ligne]
- Zsolt Gárdonyi (Seht, unser Gott wird kommen – die O-Antiphonen, 2012).
- André Gouzes : Antiennes "O" (G 501 à G 507), Liturgie de l'Avent, Liturgie Chorale du Peuple de Dieu, éditions de Sylvanès, 1983

## Discographie
- [audio] Carols : Chants de Noël de l’ancien et du nouveau monde, Chamber Choir Ireland , Fergal Caulfield, orgue , direction Paul Hillier.Harmonia Mundi HMU 807610.
- Veni Emmanuel : Liturgies pour le temps de l’Avent, Choir of Clare College de Cambridge, direction Graham Russ, Harmonia Mundi HMC 907579, 2013.
- Huelgas Ensemble - Cypriot Advent Antiphons, anonyme, c. 1390
- Marc-Antoine Charpentier Le Malade Imaginaire & Les Antiennes « Ô » de l'Avent Noël pour les instruments...Les Arts florissants - William Christie, dir. Harmonia mundi HMC 90 1336 & 90 5124 [CDx2].
- O Anthems for Advent ~ Marc-Antoine Charpentier (Artiste), William Christie, Les Arts Florissants.
- Noël au Collège de St John, Œuvres chorales, Chœur du St John’s College, Direction David Hill
- O sapientia - Chœur des Moines de l'Abbaye de Ligugé- dans « Le livre aux sept Sceaux », Chant grégorien.
- CD Humble Sauveur, Abbaye de Tamié, Bayard
- Postludes libres pour des Antiennes de Magnificat, for organ or harmonium, Op. 68 Charles Tournemire.1935.